# Zafirovo, Silistra
Zafirovo (în bulgară Зафирово, în română Sarsânlar) este un sat în comuna Glavinița, regiunea Silistra, Dobrogea de Sud, Bulgaria. 
Între anii 1913-1940 a făcut parte din plasa Turtucaia a județului Durostor, România. Lângă localitate a mai existat o așezare (azi dispărută) ce se numea Horozlar în timpul administrației românești.

## Demografie
Componența etnică a satului Zafirovo
     Turci (14,51%)
     Bulgari (63,47%)
     Romi (2,88%)
     Nicio identificare (19,12%)
La recensământul din 2011, populația satului Zafirovo era de 868 locuitori. Din punct de vedere etnic, majoritatea locuitorilor (63,47%) erau bulgari, existând și minorități de turci (14,51%) și romi (2,88%). Pentru 19,12% din locuitori nu este cunoscută apartenența etnică.

## Personalități
- Toma Caragiu, actor român
- Matilda Caragiu Marioțeanu, lingvistă română, specialistă în dialectologie, profesor universitar, membră corespondentă a Academiei Române din anul 1993 și membră titulară din 2004